# Circolo Nautico Posillipo
Circolo Nautico Atlantis Posillipo je talijanski vaterpolski klub iz grada Napulja.
Utemeljen je 1925. godine. Klupske boje su crvena i zelena. Klupsko sjedište je na adresi Via Posillipo 5, Napulj, a domaće susrete igra na plivalištu "Felice Scandone".

## Poznati igrači
- Fabio Bencivenga
- Fabrizio Buonocore
- Fabio Galasso
- Andrea Scotti Galletta
- Fabio Galasso
- Valentino Gallo
- Luigi Di Costanzo
- Antracite Lignano
- Guglielmo "Mino" Marsili
- Domenico Mattiello
- Massimiliano Migliaccio
- Franco Pizzabiocca
- Francesco Postiglione
- Alfredo Riccitiello
- Paride Saccola
- Carlo Silipo
- Dario Vasaturo
- Fabio Violetti
- Ratko Štritof
- Jerko Marinić Kragić
- Nikola Janović
- Boris Zloković
- Vanja Udovičić

## Klupski uspjesi
- prvenstva: 1984/85., 1985/86., 1987/88., 1988/89., 1992/93., 1993/94., 1994/95., 1995/96., 1999/00., 2000/01., 2003/04.

- kup: 1x

- Kup LEN: 2014./15.

- kup prvaka/Euroliga: 1996/97., 1997/98., 2004/05.,

U sezoni 2006/07. se natjecao u Euroligi. Natjecanje je okončao u četvrt-završnici, ispavši neočekivano (jer je bio veliki favorit), od srbijanskog predstavnika "Partizana".
U sezoni 2007/08. se natjecao u Euroligi. Natjecanje je okončao u četvrtzavršnici, ispavši od tal. predstavnika "Pro Recca".
- kup kupova: 1987/88., 2002/03.,

- europski Superkup: 2005.